# 3M

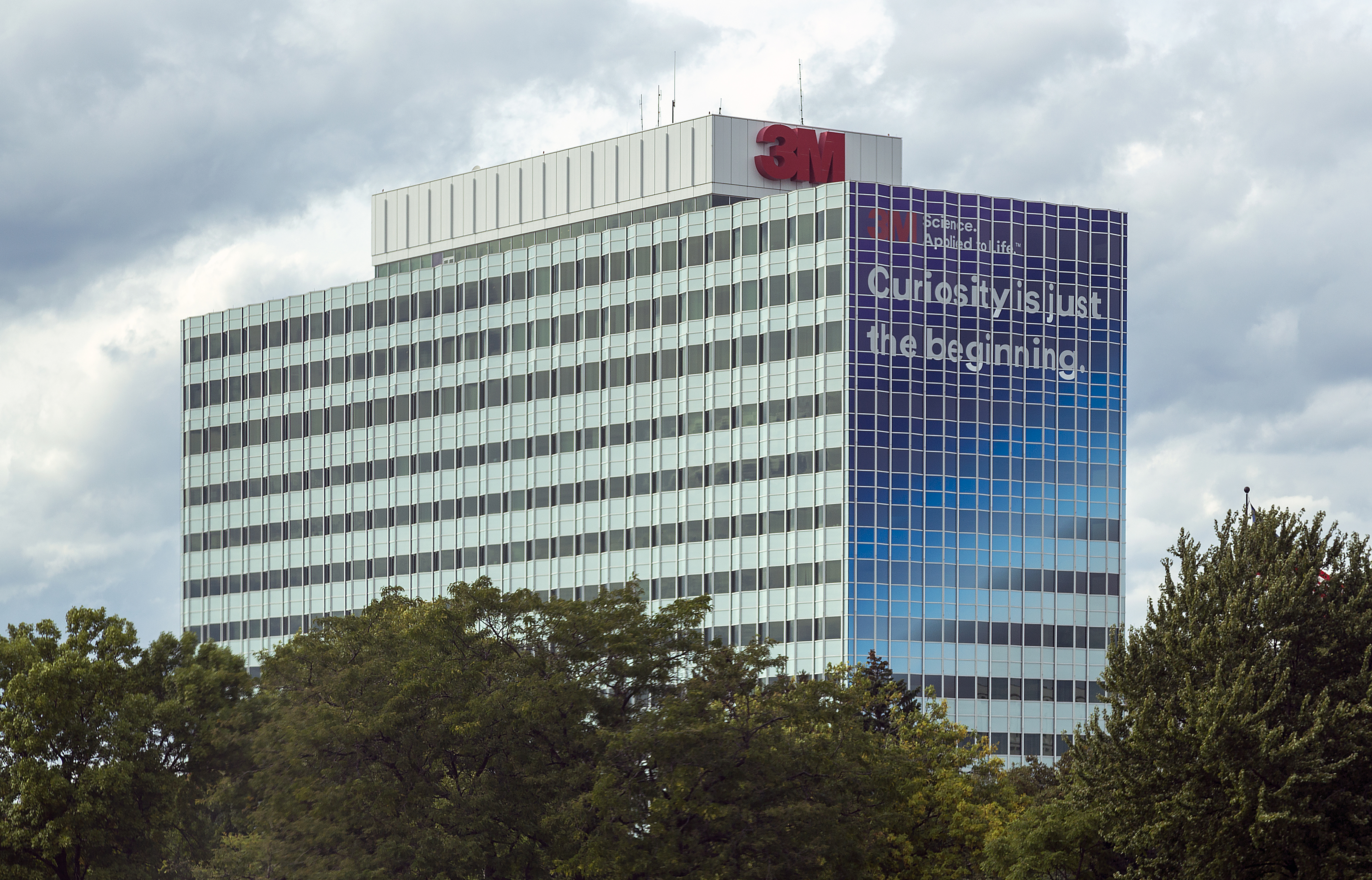
미네소타주 메이플우드에 있는 3M 본사

3M 컴퍼니(영어: 3M Company)는 미국의 다국적 기업이다.

## 개요
1902년에 헨리 S. 브라이언을 비롯한 5명이 함께 투자하여 창립했다. :117 초기에는 미네소타 광공업 회사(영어: Minnesota Mining and Manufacturing Co.)으로 시작하여 사포와 연마제부터 1910년대에는 인조 사포를 생산하였다. 1930년대에는 방수용 사포, 스카치 테이프, 마스킹 테이프, :117 탁상용 복사기 등 수많은 제품을 다양한 기술을 바탕으로 개발 및 생산하였다. 현재는 전자·정보기술 그룹, 그래픽 관계 용역 및 제품 그룹, 산업 및 소비재 그룹, 생명과학 그룹 등 4개의 그룹으로 나뉘어 있다. 가장 대표적인 제품은 포스트잇과 스카치 테이프이다.
2005년 6월, 전 CEO인 제임스 맥너니(James McNerney)가 보잉의 CEO로 취임하면서 3M을 떠난 후, 전 펩시코 부회장 로버트 모리슨(Robert Morrison)의 대행 체제로 운영되기 시작하였다. 3M은 전 록히드 마틴 회장 밴스 코프만(Vance Coffman)을 위원장으로 하는 서치 위원회(Search Committee)를 구상하고 외부 컨설턴트를 선정하여 회사 내부와 외부에서 후임 CEO를 찾는 작업을 진행하였다. 그러나 3M은 2005년 3분기 실적이 예상치를 넘는 좋은 결과를 내자 후임 CEO 선정을 2006년으로 미룰 수도 있으며 서두를 의사가 없다고 발표하였다. 3M은 CEO의 공석이 M&A나 신규 사업계획의 입안 등 회사의 중요한 의사결정을 보류하도록 하는 요인이 되고 있지는 않다고 발표하였다. 이 사례는 회사의 실적으로 나타나는 경영진의 효율성이 뒷받침 되는 경우 CEO 승계가 여유있게 진행될 수 있음을 보여준다.
대한민국에서는 1977년 9월에 두산그룹과 미국 3M의 합작으로 설립하여 한국쓰리엠으로 설립되었다. 1996년 11월에는 미국 3M이 두산그룹이 가지고 있던 한국쓰리엠 지분을 전액 인수였고 현재 일부 3M 제품은 한국에서도 생산하고 있다.

## 역사

### 창업
3M은 Illgen City 슈피리어호 노스쇼어(North Shore)에서 창립되었으며, 1902년에 미네소타주 투하버스(Two Harbors)로 이전하였다. 그 뒤에 15년간 미네소타주 덜루스(Duluth)와 세인트폴을 거치면서 성장한 후, 현재 본사가 위치해있는 메이플우드로 옮겼다. 메이플우드의 본사는 475에이커 (1,92평방킬로미터)로, 3M의 제품을 전시하는 Innovation Center를 포함해 50개가 넘는 빌딩이 있다. 처음에는 연마 공장의 숫돌 채석 생산으로 시작했다. 끊임없이 품질과 마케팅 관리, 새로운 제품에 대한 혁신과 개발을 지원함으로써, 설립 12년 만에 독점적 제품 Three-M-ite cloth을 개발했다. 이 시기의 또 다른 제품으로 보호테이프, 방수 사포, 스카치테이프가 있다. 1929년 3M은 유럽에서 Durex를 통해 세계로 첫 발걸음을 내디뎠다. 같은 해에 처음으로 주식이 거래되었으며, 1946년에는 뉴욕증권거래소(NYSE)에 상장되었다. 현재는 다우존사 산업평균지주(Dow Jones Industrial Average)와 S&P 500의 항목 중 하나이다.

### 창립
처음 창립자들의 목표는 동부 연마공장에 강옥을 납품하는 것이었다. 1902년 6월 13일, 5명의 창립자는 투하버스에 위치한 회사 총무 John Dwan의 사무실(현재 슈피리어호의 3M 국제 박물관에 포함)에서 미네소타 광공업 회사를 창립하였다. 하지만 현실은, 팔고자 했던 것들 대신 쓸모없는 사장암 따위를 팔수밖에 없었다.
사포 판매량이 증가함에 따라, 사장암으로 사포를 만드는 것에 실패한 창립자들은 스페인 석류석을 수입하기로 결정했다. 1914년 사포의 석류석 조각들이 떨어져 나온다는 항의가 들어왔다. 태평양을 건너 수입하던 석류석에 같이 실은 올리브유가 투습 돼버린 것이다. 값비싼 재고품들의 손실을 감당할 수 없었기에, 석류석을 불에 그을려 기름을 제거하는 방법을 생각해낸다. 이것이 3M의 첫 번째 연구 개발의 성과가 되었다.

### 발전
그 뒤로 3M의 혁신적인 제품으로 방수사포(1921), 보호테이프(1925), 셀로판테이프 “스카치테이프”와 자동차 흡음자재 등이 있다. 3M은 혁신적이고 독특한 제품을 생산하는 회사로 이미지를 굳혔으며, 신제품으로 매년 33%의 판매신장을 달성했다.
1950년대에 3M은 캐나다, 멕시코, 프랑스, 독일, 호주, 영국 등지로 사업을 확장시켰다. 1951년에는 국제거래량이 20만 달러에 육박했다. 3M의 성공은 American Institute of Management의 “미국 내 최고의 경영성과 5대 기업 중 하나”로 선정되었고, 12대 최고 주가 성장 기업에도 들었다.
1960년대 후반에서 1970대 초에, 3M은 “3M bookshelf game series" 명칭 하 여러 보드게임 시리즈를 출품했다. 이 시리즈는 어른을 대상으로 마케팅이 이뤄졌으며 백화점에서 판매되었고, 배우기 쉽고 간단한 규칙에 다양하고 깊이 있는 게임진행과 내용물 또한 하나같이 품질이 좋았다. 엄밀히 보자면 독일식 보드게임의 원조라 할 수 있다. 경영이나 스포츠 시뮬레이션에서 워드와 추상 전략까지 다양한 주제로 게임을 발매하였다. 3M은 그 당시 미국 내 가장 영향력 있는 디자이너 Sid Sackson과 Alex Randolph의 주요 출판사였다. 1970년대 중반에 게임 분야는 Avalon Hill에 인수되었다.
3년의 테스트 끝에, 1969년 3M은 처음이자 유일한 신호등인 Model 131을 소개하였다. “programmable visibility”으로 명명한 것으로, 신호는 고유한 특성인 소위 “프로그램화된” 것으로 어떠한 각도에서도 볼 수 있었다. Model 131인 “programmability”는 알루미늄 부착 테이프로 렌즈 차폐를 하는 방식으로 발전되었다. 이러한 방식으로는 최초였으며, 역사상 최초의 두 가지 신호등 디자인 중 하나였다. 3M은 이를 좌회전이나 교차로 또는 위험구간 신호등처럼 밝은 지시등이 필요한 곳을 위한 특수 목적용으로 판매하였다. 신호등은 아주 무거웠으며(대략 랜턴 하나당 55파운드) 유지비가 많이 들었고 몇몇 지역에서는 철거도 빈번하게 이루어졌다. 3M은 재래식 신호등에 M-131용 부품을 장착할 수 있는 12인치(300 mm)크기의 재설치 키트를 판매하였으며, 좀 더 작은 8인치(203 mm)크기의 재래식 신호등용 재설치 키트를 M-131, M-130과 겸용으로 나온 M-131 부품을 판매하기도 했다. 2007년을 끝으로 3M은 유지용 부품을 제외한 신호등 제작을 중단했다.
3M의 Mincom 부서는 스튜디오 녹음 등을 위한 여러 가지 카세트식 녹음장치를 소개했다. 그 예로 현재까지 이어지는 후기 모델 M79 녹음기를 들 수 있다. Mincom은 1970년~1980년대에 영상 디자인과 제작용 제품 산업에도 뛰어들었다. 이러한 품목에는 문자 발생기(character generators)와 음향과 영상 라우터에서 영상 믹서 등 스튜디오 프로덕션에서 사용하는 다양한 종류의 영상 절체기(video switcher)가 해당된다.
3M Mincom은 1970년대 후반에 미니애폴리스(Minneapolis)의 Sound 80 스튜디오에 프로토타입 녹음기를 제공함으로 상업성을 살펴보는 등, 처음으로 디지털 음향 녹음 분야에도 진출했다. 이를 통해 경험을 쌓은 뒤에, 3M은 1979년 상품화가 가능한 디지털 녹음 시스템인 “3M Digital Audio Mastering System"을 소개했다. 이는 총 32개 트랙의 디지털 오디오 테입 녹음기와 최종 마스터링을 위한 4 트랙의 복합 디지털 녹음기로 이루어졌다. 3M은 후에 다양한 종류의 디지털 오디오 레코더를 출시하였으며, 1980년대 중반까지 사용되었다.
1980년대에 Post-it 노트를 소개한다. 1966년에 자료 저장 및 이미지화 부서는 Imation 독립기업으로 파생된 후 자료저장 분야에 사업을 집중할 수 있도록 영상 필름 분야를 매각한다.
오늘날 3M은 다우존사 산업평균지수의 30대 기업 중 하나이며(1976년 9월 9일 추가된 이래) 2006년도 Fortune 500의 101번째 기업으로 등록되었다. 3M은 세계적으로 132개 지부에 67,000명 이상의 직원이 있으며, 세일즈 사무실은 200개가 넘는 나라에 있다. 대부분의 고용인들이 지역 국민들이며, 소수만이 타국에 거주 중이다. 전 세계적 판매량은 200억 달러를 넘고, 전체 중 58%가 국제거래이다.
2005년 11월 20일, 3M은 나스카(NASCAR)의 주요 조직인 Roush-Fenway Racing과 협력관계를 맺었다. 2008년에 나스카 스프린컵 시리즈에서 #16 Ford Fusion의 드라이버 Greg Biffle을 후원했다. 덧붙여서, 2006년 2월 19일, 3M은 최소 3년간 Michigan International Speedway의 3M Performance 400으로 후원자가 될 것을 발표했다.
2006년 4월 4일, 3M은 논-코어 제약 사업부를 매각할 의사를 밝혔다. 제약 사업부는 유럽과 미국 그리고 세계 각지로 총 3번의 거래로 매각되었다. 또 다른 사업 분야인 헬스케어와 Drug Delivery System은 3M에 남아있게 되었다. Drug Delivery System 부서는 경구 및 경피성 약품 제조 및 출고 시스템을 줄여나가서, 제약 사업부가 매각되어 제품의 특허권이 존재하는 기간만 사업을 지속하였다. 2008년 9월 8일, 3M은 지난 한 세기동안 가족 경영 기업이었던 Meguiar's의 자동차 용품 회사 인수를 발표했다.
100년이 지난 오늘날, 3M은 사업 원칙인 “고유 제품 발전과 전 세계적인 효율적이고 지속적인 생산”을 고수하고 있다.

## 환경 기록
1999년, 미국 환경보호청은 이전의 Scotchgard의 주성분인 PFOS의 전 세계적 유출과 유해성에 대한 자료를 수집한 후, 유해 화학품에 대한 조사를 시작했다. 미국내 PFOS의 주 유출기업이었던 3M은 2000년도 5월에 PFOS, PFOA, PFOS관련 제품 모두를 단계적으로 폐지함을 밝혔다. 3M은 주방용품과 녹방지 섬유에 PFC를 사용했다. Cottage Grove 공장은 1940년대에서 2002년까지 PFC를 유출했다. 미시시피 강과 주변 지역의 PFC 오염에 대해, 3M은 지하수 펌프와 토양 침적물 발굴을 통해 정화시킬 것을 발표했다. 어느 지역의 공장 배출수를 처리하는 시설에서 물에서 PFC를 제거하지 못했으며, 이는 근처의 미시시피 강으로 바로 흘러들어갔다. 2006년도의 환경 보존 기금인 1조4700만 달러에서 남겨둔 것으로 처리될 정화비용에는 대략 5000~5600만 달러의 자금이 소요될 것으로 어림잡았다. PFC 유출 조사 결과 전체 강의 길이에 반에 해당하는 4개의 주에 퍼졌음이 밝혀졌다. 생태계에서 조금도 사라지지 않은 것이다.
2002년, Political Economy Research Institute(PERI)의 미국 내 100대 공해 유출 기업중에 70번째 기업으로 등록되었다. 2010년에는 98번째 기업으로 등록되었다.
2008년, 3M은 에너지 생산과 관리를 위해 산업 및 운송 사업부 내에 대체 에너지 부서를 창설했다.
최근 2010년에 미네소타주는 3M을 치명적인 독소 PFC 배출에 대해 소송을 제기하였다.

## 논란
2016년 대한민국 환경부는 공기청정기 등에 사용되는 항균필터에서 유독물질인 옥틸이소티아졸린(OIT)이 검출됐다고 밝혔는데, 한국3M 측이 유독물질이 검출된 제품을 한국 시장에서만 팔아왔다는 점이 밝혀져 논란이 되었다.